# Шабанова, Алла Сергеевна
А́лла Серге́евна Шаба́нова (род. 25 октября 1982 года в Германской демократической республике) — российская конькобежка, мастер спорта международного класса. Участница зимних Олимпийских игр 2010 года. Чемпионка России в классическом многоборье и 5-кратная чемпионка в командной гонке многократная призёр чемпионата России. Выступала за ЦОВС (Коломна). 

## Биография
Алла Шабанова родилась в семье военнослужащего в ГСВГ в городе Дрезден. В 1984 году вместе с семьёй переехали в Белорусский город Крупки, где она прожила до 1993 года. Позже переехала в Коломну, где и стала выступать на национальных соревнованиях в возрасте 17 лет, когда заняла 4-е место в многоборье среди юниоров. А через год заняла 2-е место и дебютировала на чемпионате мира среди юниоров. 
С сезона 2002/03 стала участвовать на чемпионате России среди взрослых, но не показывала высоких результатов до сезона 2006/07. В марте 2007 года она выиграла бронзовые медали на отдельных дистанциях 3000 и 5000 метров, а в 2008 году выиграла чемпионат России в командной гонке, одержав 1-ю победу из пяти в её карьере. В Кубке мира дебютировала в сезоне 2007/2008. Лучший результат на этапах Кубка мира – 5-е место на дистанции 1500 м в сезоне 2008/09 года. 
В 2009 году, после 2-го места в многоборье на Национальном чемпионате Алла участвовала на чемпионате Европы в Херенвене и заняла 1-е место на дистанции 500 м, но в общем зачёте заняла только 13-е место. На этой же дистанции на чемпионате мира в многоборье 2009 года заняла 2-е место, а в сумме многоборье заняла 11-е место. В феврале 2010 года Алла дебютировала на зимних Олимпийских играх в Ванкувере, где заняла 12-е место на дистанции 1500 м и 7-е в командной гонке. 
В марте 2010 года выиграла чемпионат России в многоборье. В 2011 году она заняла 22-е место в  спринтерском многоборье на чемпионате мира в Херенвене. Несколько сезонов она продолжала участвовать на внутренних соревнованиях, но высоких результатов не показывала. В 2014 году не смогла квалифицироваться на олимпийские игры в Сочи. Также в весенне-летний период тренировалась в шорт-треке, что помогло ей в 2016 году выиграть на турнире памяти Бориса Шавырина в масс-старте. В 2018 году завершила карьеру.

## Спортивные достижения
| Соревнования/Сезоны                       | 2006/2007 | 2007/2008 | 2008/2009 | 2009/2010 | 2010/2011 | 2011/2012 | 2012/2013 | 2013/2014 |
| ----------------------------------------- | --------- | --------- | --------- | --------- | --------- | --------- | --------- | --------- |
| Зимние Олимпийские игры                   |           |           |           |           |           |           |           |           |
| 1000 м                                    |           |           |           | 12        |           |           |           |           |
| Командная гонка                           |           |           |           | 7         |           |           |           |           |
| Чемпионаты мира в многоборье              | —         | —         | 11        | —         | —         | —         | —         |           |
| Чемпионаты мира в спринте                 | —         | —         | —         | —         | 22        | —         | —         |           |
| Чемпионаты мира на отдельных дистанциях   |           |           |           |           |           |           |           |           |
| 1500 м                                    | —         | —         | 14        | —         | —         | —         |           |           |
| Командная гонка                           | —         | —         | 4         | —         | —         | —         |           |           |
| Чемпионаты Европы                         | —         | —         | 13        | —         | —         | —         | —         |           |
| Кубок мира                                |           |           |           |           |           |           |           |           |
| 1000 м                                    |           | —         | 40        | —         | —         | —         |           |           |
| 1500 м                                    |           | —         | 19        | 16        | 39        | 35        |           |           |
| Чемпионаты России в многоборье            |           |           | 2         | 1         | 6         | —         | 7         |           |
| Чемпионаты России в спринте               |           |           | —         | —         | 2         | 4         | —         |           |
| Чемпионаты России на отдельных дистанциях |           |           |           |           |           |           |           |           |
| 500 м                                     |           |           |           |           |           | 9         | —         | —         |
| 1000 м                                    |           | 4         | 2         |           | —         | 7         | 7         | —         |
| 1500 м                                    |           | 4         | 3         |           | 4         | 5         | 6         | 6         |
| 3000 м                                    | 3         | 4         | —         |           | —         | 9         | —         | —         |
| 5000 м                                    |           | 3         | —         |           | —         | —         | —         | —         |
| Командная гонка                           |           | 1         | 3         | 1         | 1         |           |           | 1         |

## Личная жизнь
Алла Шабанова окончила Государственный педагогический институт Коломны на факультете физической культуры и спорта, а также социально-психологический факультет. Увлекается автомотоспортом.